# Presa de Keban
La presa de Keban (en turco: Keban Barajı) es una presa hidroeléctrica en el Éufrates, ubicada en la provincia de Elazığ en Turquía. La presa era la primera y la que está más corriente arriba de las grandes presas que Turquía construyó en el Éufrates. Aunque la presa de Keban no se construyó en principio como parte del Proyecto de Anatolia suroriental (GAP), es hoy un componente totalmente integrado del proyecto, que pretende estimular el desarrollo económico de la Turquía suroriental. La construcción de la presa comenzó en 1966 y terminó en 1974. El lago de la presa de Keban (en turco, Keban Baraj Gölü), el embalse creado por la presa de Keban, tiene una superficie de 675 km² y se lo considera el cuarto lago por tamaño de Turquía después del lago Van, el Tuz y el embalse creado por la presa de Atatürk.
La construcción de la presa de Keban fue propuesta por vez primera en 1936 por la recientemente establecida Administración de investigación de asuntos eléctricos, pero no se empezó hasta el año 1966. La construcción la ejecutó un consorcio franco-italiano, SCI-Impreglio, y se terminó en 1974. Se calcula que todo el coste de la construcción estuvo entre los ochenta y cinco y trescientos millones de dólares. En aquella época, las misiones de rescate arqueológicas también se habían llevado a cabo en lugares importantes que iban a inundarse. La inundación del embalse comenzó en 1974 y llevó al desplazamiento de veinticinco mil personas. Durante la inundación del embalse de Keban, Turquía mantuvo el caudal del Éufrates en 450 m³/s, tal como había acordado con los países corriente abajo como Siria e Irak. Sin embargo, como resultado del hecho de que Siria estaba también llenando en aquella época el embalse de la presa de Tabqa, recientemente construida, en 1975 estalló una disputa entre Siria e Irak sobre la cantidad de agua que debía fluir a Irak. Este enfrentamiento, exacerbado por la sequía que reducía la cantidad de agua disponible aún más, se resolvió gracias a la mediación de Arabia Saudita.